# Terry Anne Meeuwsen
Terry Anne Meeuwsen Friedrich (De Pere, 2 marzo 1949) è una modella e conduttrice televisiva statunitense, eletta Miss Wisconsin nel 1972 e Miss America nel 1973..
Al 2011, rimane l'unica Miss Wisconsin ad aver vinto il titolo di Miss America.
In seguito Terry Meeuwsen ha intrapreso la carriera di autrice e presentatrice televisiva di programmi 700 Club o Living The Life su CBN. Nel 1995, la Meeuwsen ha pubblicato un album pop Eyes of My Heart, ed ha scritto quattro libri: Christmas Memories (1996), Near To The Heart Of God (1998), Just Between Friends (1999) e The God Adventure (2005).
Meeuwsen e suo marito, Andy Friedrich, hanno avuto sette figli, e sono forti sostenitori dell'adozione. Infatti tre dei loro figli sono orfani ucraini.